# مجيد علي
مجيد علي (من مواليد 1 يوليو 1944) هو مدافع كرة قدم عراقي سابق، لعب مع المنتخب العراقي في نهائيات كأس آسيا عام 1972، لعب بين عامي 1970 و 1972.